# 真倉翔
真倉 翔（まくら しょう、1964年7月21日 - ）は、日本の漫画家、漫画原作者。男性。愛知県出身。血液型AB型。

## 来歴・人物
私立大学を卒業後、1年半サラリーマンの経験がある。
元は真倉まいな（まくら まいな）名義で成年向け漫画を主に松文館の雑誌で執筆していた。1990年に『天外君の華麗なる悩み』で集英社『週刊少年ジャンプ』でデビュー。1991年には同作品を連載。その後原作者に転向。
1993年に岡野剛と共に手がけた『地獄先生ぬ〜べ〜』がヒットする。『ぬ〜べ〜』のアニメ化願望が強く、アニメの話が来る前からオープニングのイメージを作っていたほどで『ぬ〜べ〜』のタイトルロゴもアニメ的なものを意識して原案した。
その後は新人漫画家の加藤春日と組むも芳しい結果が得られず、青年誌に活動の場を移した。2008年、集英社の新たな児童書シリーズ「わくわくキッズブック」より発売された「ぼよよん☆ぱんだるまん」で、再び加藤と共に作品を手がけている。
岡野と再びコンビを組み、『地獄先生ぬ〜べ〜』に登場する葉月いずなを主人公とする「霊媒師いずなシリーズ」を『オースーパージャンプ』→『スーパージャンプ』→『グランドジャンプ』→『グランドジャンプPREMIUM』で、また『地獄先生ぬ〜べ〜』の続編「地獄先生ぬ〜べ〜NEO」を『グランドジャンプPREMIUM』→『グランドジャンプ』で連載。
2025年には新たに『地獄先生ぬ〜べ〜怪』を『最強ジャンプ』で、同年のテレビアニメ化を記念したスピンオフ『地獄先生ぬ〜べ〜PLUS』を『ジャンプ+』で連載している。

## 作品リスト
真倉まいな名義
- はずみ感度100
- はずみ偏差値100
- OH!パラレルスクール
- CHEWING-KISS（チューイングキッス）
- あの娘がドキンちゃん
- フニャ!究極のAVギャル
- 久美子をめくらないで
- はずみ感度99

真倉翔名義
- 天外君の華麗なる悩み（『週刊少年ジャンプ』、集英社、全2巻）
- ハッタリ4×4（『天外君の華麗なる悩み』2巻に収録）
- 地獄先生ぬ〜べ〜[5]（漫画：岡野剛、『週刊少年ジャンプ』、集英社、全31巻）
- バスマスター モトキ（漫画：岡野剛）
- ツリッキーズピン太郎（漫画：岡野剛、『週刊少年ジャンプ』、集英社、全3巻）
- 天然天国らんげるはんす島（漫画：加藤春日）
- メルとも!E－之介（漫画：加藤春日）
- 吉原のMIRAIさん（漫画：真里まさとし、『ビジネスジャンプ』、集英社、全2巻+特別編全1巻）
- 霊媒師いずな（漫画：岡野剛、『オースーパージャンプ』→『スーパージャンプ』→『グランドジャンプ』→『グランドジャンプPREMIUM』、集英社、第1部（無印）：全10巻+第2部（Ascension）：全10巻）※『地獄先生ぬ〜べ〜』のスピンオフ作品。
- ぼよよん☆ぱんだるまん（絵：加藤春日）
- かいとう・ちわわんだー（絵：加藤春日）
- 地獄先生ぬ〜べ〜NEO（漫画：岡野剛、『グランドジャンプPREMIUM』→『グランドジャンプ』、集英社、全17巻）
- 地獄先生ぬ〜べ〜S（漫画：岡野剛、『最強ジャンプ』、集英社、全4巻）
- 異世界大富豪勇者様！〜倒した敵が金塊になったのでカネの力で無双します〜（漫画：あざらし県、ニコニコ漫画内「いま、グランドジャンプって!!」[6]、2022年12月29日 - ）
- 地獄先生ぬ〜べ〜 百物語見聞録（漫画：岡野剛、『最強ジャンプ』2024年9月号[7]、集英社）※読み切り[7]、『地獄先生ぬ〜べ〜怪』の前日譚[3]。
- 地獄先生ぬ〜べ〜怪（漫画：岡野剛、『最強ジャンプ』2025年6月号[3] - 、集英社）
- 地獄先生ぬ〜べ〜PLUS（漫画：岡野剛、『ジャンプ+』2025年5月14日[4] - 、集英社）※短期集中連載[4]

### 脚本
- ゲゲゲの鬼太郎 （アニメ版第5期）
  - 第38話「パパになった ねずみ男」
  - 第45話「ネコ娘騒然!? 妖怪メイド喫茶」

### ネーム
- プール掃除の悪夢（集英社『週刊少年ジャンプ』2004年36号、第350 - 353頁（19頁分）、第12回ストーリーキング作画部門課題ネーム）

## 出演
- お願い!ランキングpresents 三村やす子のバズマンTV（2025年7月5日（4日深夜）、テレビ朝日）[8][9]